# Campanula lavrensis
Campanula lavrensis är en klockväxtart som först beskrevs av Karel Karl C. Tocl och Rohl., och fick sitt nu gällande namn av Demetrius Phitos. Campanula lavrensis ingår i släktet blåklockor, och familjen klockväxter. Inga underarter finns listade i Catalogue of Life.